# تويست (ألمانيا)
تويست هي بلدة في منطقة إيمسلاند، سكسونيا السفلى، ألمانيا. وتقع مباشرة على الحدود الهولندية.وتتكون من السبع اجزاء «احياء» الاتية:-
1. ادورف
2. هيبيلرمير
3. هيزبرتويست (تويست زيدلونج)
4. نوي رنجيه
5. رولرموور/رولرفيلد
6. رولرتويست (تويست بولت)
7. شونينج دورف

## المنشأ والتاريخ
بدأ الاستوطان والاستقرار في تويست حوالي العام 1784م حينما وافق (امير -اسقف) مونستر «ماكس فرانتس» لبعض المزراعين من القرية القريبة -هيزيبه- لللاستقرار في مستنقع تويست. كانت تلك نقطة البداية، ولمزيد من الدقة بدأت البلورة من شارع البيوت المسمى اليوم «الت هيزبرتويست / هيزبرتويست القديمة».في تلك الحقبة، التربة لم تكن خصبة ولم تتوفر الراحة والامكانيات للسكان ولكن شق قناة (الجنوب الشمال)"Nord-Süd-Kanal" بعد الاستقرار الاولي بمائة عام حسن من جودة حياة السكان حيث سمحت القناة بالتخلص المنتظم من مياه الصرف والنفايات الزراعية.
في العام 1950بدأ الانتعاش الاقتصادي ل تويست بعد اكتشاف بقع ورواسب نفطية وانشاء موقع إنتاج لشركة Wavin الهولندية لصناعة الانابيب البلاستيكية الذي ساهم فيما بعد كقوة دافعة للنهضة الاقتصادية.
في العام 1984تم الاحتفال بالمئوية الثانية بمواكب وكرنفالات تؤكد على احترام تاريخ وهوية تويست«تم تقديم نسخة مطابقة لكنيسة سانت جورج» أكبر الكنائس في تويست.
مع بداية عام 1990 أخذ اقتصاد تويست المعتمد على إنتاج النفط والانابيب البلاستكية في الانهيار التدريجي مما تسبب في فقد الكثير من الوظائف ولكن مع انتهاء خط الاوتوبان 31 وانشاء الشركات والمصانع بجوار ال الاوتوبان تحسن الوضع تدريجيا.
في أغسطس/سيبتمر 2011 احتفلت تويست بالذكري 225 لانشائها تضمنت الاحتفالات التي اقيمت لعشرة أيام تحت عنوان «عرض تويست» سردا لتاريخ ونشاءة البلدة مع اظهار الصعوبات التي واجهت السكان الاوائل مع قائمة من المفقودين اثناء الحرب العالمية الثانية وصولا للتنوع الديموجرافي الحالي نتيجة الطفرة الاقتصادية حيث يسكن تويستالان أكثر من 30 جنسية متنوعة

## اصل التسمية
لا يرجع اصل تسمية توسيت إلى الرقصة المعروفة بنفس الاسم، ولكن نظرا لانها بلدة حدودية بين ألمانيا وهولندا ونظرا للخلافات القديمة على ترسيم الحدود فانها كان يطلق عليها فيما معناه باللغة الألمانية السفلى «المنطقة الجدلية» التي تثير الجدل

## المناظر الطبيعية
مساحة كبيرة من تويست تشكل جزأ من "Internationaler Naturpark Moor"وهي محمية طبيعية حدودية تأسست عام 2006 بين المقاطعات الألمانية امسلاند وجرافت شافت بنتهايم والمقاطعة الهولندية درينتي، والمحمية تحتوي تنوع بيلوجي مذهل وغني وتعتبر مشتى للعديد من الطيور المهاجرة كل عام.

## الترفيه والثقافة

### الثقافة
يعتبر «هايماتهاوس تويستHeimathaus Twist» في وسط تويست المعاد اعماره من بيت ريفي قديم مركزا لاقامة الحفلات والاحداث الموسيقية حيث تعزف موسيقى البلوز والفلكلورية. وتقام أيضا الكثير من الحفلات للاطفال. بجوار الهايمات هاوس يوجد متحف النفط والغاز الطبيعي حيث يتعرف المرء على التطور التاريخي لطرق استخراج وصناعة النفط والغاز، حيث ان الصناعة لها تاريخ طويل في تويست مما ادي إلى اطلاق اسم «تكساس الألمانية» على تويست.

### الترفيه
في كل احياء تويست يوجد العديد من الاندية الرياضية وتحتل لعبة كرة القدم المكانة الأولى من حيث الشعبية، تأتي بعدها كرة السلة، تنس الطاولة، الرقص التنافسي، الفروسية، السباحة، كرة اليد، والعاب القوى.

## سياسة الاسرة
في عام 2007 قرر مجلس المدنية دعم الاسرحسب اعداد اطفالها تراوحت بين منح اراضي للبناء ومنازل مجانية للاسرالكبيرة

## الاقتصاد والبنيه التحتية

### المواصلات

#### السيارة
تويست لها اتصال مباشر ب الاوتوبان31 الذي يربط بين بحر الشمال ومنطقة الرور، أيضا لها اتصال مع اورباشتراسه  Europastraße 233 الذي يربط روتردام وامستردام بهامبورج وصولا للدول الاسكندنافية ومن المتوقع العمل على (E 233) لتحويله ل اوتوبان  Autobahn

#### الطيران
اقرب مطار لتويست هو مطار مونستر اوسنابورك الدولي Münster Osnabrück International Airport الواقع في مدينة جريفين ويبعد المطار حوالي 90 كيلومتر ويمكن الوصل ل تويست عن طريق الاوتوبان31 ثم الاوتوبان30.اما بالنسبة للرحلات الدوليه فيوجد اقرب مركز في ديسلدورف مطار دوسلدورف الدولي على بعد170كيلومتر، كذلك يمكن استخدام مطار امستردام مطار سخيبول أمستردام الذي يبعد 200كيلومتر، حيث تقع تويست على بداية الاوتوبان الهولندي A37 .

#### الاقتصاد
حتى منتصف التسعينات كان اقتصاد تويست يعتمد كليا على إنتاج النفط والغاز الطبيعي وبعض الانشطة الزراعية ولكن حدث انهيار تدريجي للاقتصاد ولكنه عاود النهوض والانتعاش مع إنشاء الشركات الصغيرة والمتوسطه الحجم في الحديقة الصناعية بجوار الاوتوبان.جدير بالذكر ان تويست مقرللشركة الهولنديةWavin الرائدة الاوربية في صناعة الانابيب البلاستيكية.

#### السياحة
أصبحت السياحة عامل مهم جدا في اقتصاد تويست وخاصة في منطقة نوي رينجة Neuringe حيث يوجد الكثير من الشقق السياحية وارض مخيمات مع بحيرة للاستحمام ومزراع لركوب الخيول مع وجود مناطق مخصصة للاطفال

#### التعليم
يوجد 5 مدارس تعليم اساسي (منذ 2009 وهي تعمل على مدار اليوم all day schools) ومدرسة للتعليم العالي التي تعمل على مدار اليوم بعد التجديد الكبيرعام 2007.